# Upłaziańska Kopa

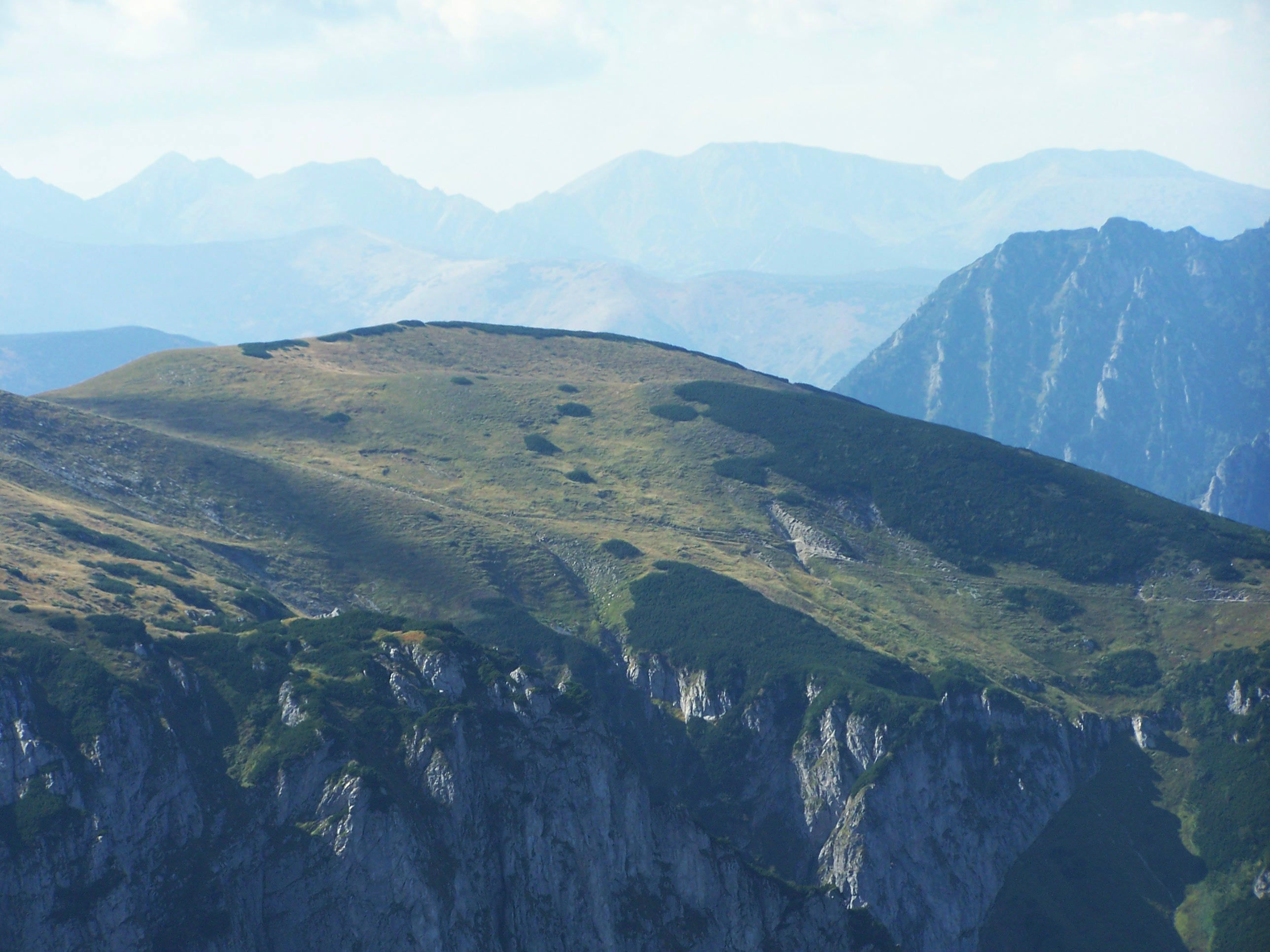
Upłaziańska Kopa i Źródliska. Widok z Czerwonego Grzbietu

Upłaziańska Kopa (1796 m) – kopulasty szczyt w długiej północno-zachodniej grani Ciemniaka w Czerwonych Wierchach w Tatrach Zachodnich. Znajduje się poniżej Chudej Turni (1858 m), oddzielony od niej Przełączką przy Kopie (ok. 1775 m). Władysław Cywiński w swoim szczegółowym przewodniku pisze: „Upłaziańska Kopa to jeden z nielicznych w Tatrach szczytów, o którym można rzec, iż ze wszystkich dokładnie stron, jest dostępny bez najmniejszych trudności. Tak technicznych, jak orientacyjnych, czy roślinnych”. Upłaziańska Kopa jest wierzchołkiem o dużym znaczeniu topograficznym, gdyż odchodzi od niej w różnych jej miejscach pięć grani, grzęd lub wypukłości, oddzielających od siebie pięć dolinek: Mała Świstówka, Narciarski Żleb, Pisaniarski Żleb, Przednie Kamienne, Zadnie Kamienne.
W przeszłości Upłaziańska Kopa była terenem pastwiskowym Hali Upłaz i od nazwy tej hali pochodzi jej nazwa. Bardzo intensywne w tym miejscu pasterstwo doprowadziło do ogromnej erozji stoków, które stały się wręcz pustynią. Pasterstwo zostało zlikwidowane i stoki zabliźniły się. Pozostałością pasterskiej przeszłości jest nazewnictwo w tym rejonie. I tak w stokach północno-zachodnich są źródełka z wodą, a miejsce to nazywa się Karczmą i jest nad nim Rówień nad Karczmą, stoki północne noszą nazwę Gładkie Upłaziańskie, a północno-wschodnie Źródliska. Poniżej Źródlisk jest jeszcze Rówień nad Piecem również należąca do masywu Upłaziańskiej Kopy.
Stoki Upłaziańskiej Kopy porośnięte są niską murawą. Miejscami pojawiają się kępy kosodrzewiny, która od czasu zaprzestania wypasu stopniowo powiększa swój zasięg. Z rzadkich roślin występują potrostek alpejski i sit trójłuskowy – gatunki w Polsce występujące tylko w Tatrach i to na nielicznych stanowiskach.

## Szlaki turystyczne
szlak letni
 – czerwony szlak z Doliny Kościeliskiej przez Adamicę, polanę Upłaz, Chudą Przełączkę i Twardy Grzbiet na Ciemniak. Prowadzi wschodnimi stokami Upłaziańskiej Kopy. Czas przejścia: 3:25 h, ↓ 2:30 h.
szlak zimowy
 – czerwony tą samą trasą, tylko w rejonie Upłaziańskiej Kopy przebiega ona inaczej. Prowadzi jej granią pomiędzy Źródliskami i Narciarskim Żlebem i przez Przełączkę przy Kopie i Chudą Turnię.